# Загальнообов'язкове державне соціальне страхування
Загальнообов'язкове державне соціальне страхування — система, що передбачає матеріальне забезпечення громадян у разі настання страхового випадку (наприклад, досягнення пенсійного віку, непрацездатність, хвороба і т. ін.), а також надання соціальних послуг за рахунок бюджету відповідного Фонду соціального страхування, що формується шляхом сплати обов'язкових страхових внесків юридичними та фізичними особами, а також за рахунок інших джерел. 
Страхові фонди є некомерційними самоврядними організаціями, що здійснюють керівництво та управління за визначеними законом видами загальнообов'язкового державного соціального страхування, провадять акумуляцію страхових внесків, контроль за використанням коштів, забезпечують фінансування виплат за загальнообов'язковим державним соціальним страхуванням та здійснюють інші функції згідно з затвердженими статутами.
Кошти цільових страхових фондів не включаються до складу Державного бюджету України. 
Взяття на облік страхувальників, забезпечення збору та обліку страхових коштів, контроль за повнотою та своєчасністю їх сплати, ведення Державного реєстру загальнообов’язкового державного соціального страхування, у тому числі персоніфікованого обліку відомостей про застрахованих осіб, здійснюють органи доходів і зборів та Пенсійний фонд України в межах компетенції, визначеної законом.
Управління фондами загальнообов'язкового державного соціального страхування здійснюють правління та виконавчі дирекції страхових фондів, які забезпечують визначені законами конкретні види соціального страхування.
В свою чергу, контроль за виконанням статутних завдань та цільовим використанням коштів відповідним фондом із загальнообов'язкового державного соціального страхування здійснює Наглядова рада. З цією метою до складу Наглядової ради входять у рівній кількості представники від застрахованих громадян, роботодавців та держави.
Види загальнообов'язкового державного соціального страхування:
1) пенсійне страхування:
- пенсії за віком, по інвалідності внаслідок загального захворювання (в тому числі каліцтва, не пов'язаного з роботою, інвалідності з дитинства);
- пенсії у зв'язку з втратою годувальника, крім передбачених пунктом 4 ст.25 Закону України: "Основи законодавства України про загальнообов'язкове державне соціальне страхування"
- медичні профілактично-реабілітаційні заходи;
- допомога на поховання пенсіонерів;
- пенсія по інвалідності внаслідок нещасного випадку на виробництві або професійного захворювання;
- пенсія у зв’язку з втратою годувальника, який помер внаслідок нещасного випадку на виробництві або професійного захворювання;

2) страхування у зв’язку з тимчасовою втратою працездатності:
- допомога по тимчасовій непрацездатності (включаючи догляд за хворою дитиною);
- допомога по вагітності та пологах;

3) медичне страхування:
- діагностика та амбулаторне лікування;
- стаціонарне лікування;
- надання готових лікарських засобів та виробів медичного призначення;
- профілактичні та освітні заходи;
- забезпечення медичної реабілітації осіб, які перенесли особливо важкі операції або мають хронічні захворювання.

4) страхування від нещасного випадку на виробництві та професійного захворювання, які спричинили втрату працездатності:
- профілактичні заходи по запобіганню нещасним випадкам на виробництві та професійним захворюванням;
- відновлення здоров'я та працездатності потерпілого;
- допомога по тимчасовій непрацездатності внаслідок нещасного випадку на виробництві або професійного захворювання;
- відшкодування збитків, заподіяних працівникові каліцтвом чи іншим ушкодженням здоров'я, пов'язаним з виконанням ним своїх трудових обов'язків;
- допомога на поховання осіб, які померли внаслідок нещасного випадку на виробництві або професійного захворювання;

5) страхування на випадок безробіття:
- допомога по безробіттю;
- відшкодування витрат, пов'язаних із професійною підготовкою або перепідготовкою та профорієнтацією;
- дотація роботодавцю для працевлаштування безробітних, у тому числі молоді на перше робоче місце;
- допомога на поховання безробітного;
- профілактичні заходи, спрямовані на запобігання настанню страхових випадків.

6) інші види страхування, передбачені законами України.